# Cahus
Cahus település Franciaországban, Lot megyében. Lakosainak száma 185 fő (2022. január 1.). Cahus Altillac, Camps-Saint-Mathurin-Léobazel, Mercœur, Gagnac-sur-Cère és Laval-de-Cère községekkel határos.

## Népesség
A település népességének változása:
| Lakosok száma | 253  | 203  | 201  | 189  | 195  | 204  | 206  | 206  | 199  | 185  |
|               | 1968 | 1982 | 1990 | 2006 | 2013 | 2015 | 2017 | 2019 | 2020 | 2022 |